# مركز غابة موساشينو الرياضي
 يعد مركز غابة موساشينو الرياضي مكانًا متعدد الرياضات يقع في تشوفو ، طوكيو ، اليابان .  سيكون بمثابة أحد مرافق الألعاب الأولمبية الصيفية لعام 2020 . يستضيف موساشينو فورست سبورتس بلازا فعاليات تنس الريشة وفعالية المبارزة في منافسات الخماسي الحديث وألعاب كرة السلة على الكراسي المتحركة في دورة البارالمبية الصيفية 2020 .   تتسع الساحة الرئيسية لأكثر من 10000 مقعد ، وتشمل أيضًا مسبحًا وصالة ألعاب رياضية ومنطقة رياضية متعددة الاستخدام وصالتين للياقة البدنية ، متاح للاستخدام من قبل عامة الناس. إنه أول مكان جديد تم الانتهاء منه في طوكيو 2020. استغرق البناء ثلاث سنوات ونصف وتكلف أكثر من 300 مليون دولار لإكماله. 
في أكتوبر 2018 ، استضاف المكان بطولة اليابان المفتوحة للتنس حيث يتم تجديد ملعب Ariake Coliseum لأحداث التنس في دورة الألعاب الأولمبية الصيفية لعام 2020 . 